# 龙涸郡
龙涸郡，中国南北朝时设置的郡。
北周天和元年（566年）于龙涸防置龙涸郡，属扶州。治所在嘉诚县（今四川松潘县）。辖境相当今四川省松潘县一带，下辖嘉诚县、金崖县、交川县、江源县四县。隋文帝开皇三年（583年）废龙涸郡。交川县、江源县改属汶州，嘉诚县、金崖县属扶州。